# 固江镇
固江镇，是中华人民共和国江西省吉安市吉安县下辖的一个乡镇级行政单位。

## 行政区划
固江镇下辖以下地区：
固江社区、芦西村、赛塘村、古巷村、凫潭村、南湖村、沿江村、红星村、枫江村、东风村、田西村、井溪村、瑞溪村、坊下村、松山村、长水村、小富村和西源村。